# Lijst van voetbalinterlands Faeröer - Litouwen
Deze lijst van voetbalinterlands is een overzicht van alle officiële voetbalwedstrijden tussen de nationale teams van Faeröer en Litouwen. De landen speelden tot op heden elf keer tegen elkaar. De eerste ontmoeting, een kwalificatiewedstrijd voor het Europees kampioenschap voetbal 2000, werd gespeeld in Vilnius op 10 oktober 1998. Het laatste duel, een groepswedstrijd tijdens de UEFA Nations League 2022/23, vond plaats op 22 september 2022 in de Litouwse hoofdstad.

## Wedstrijden
| №  | Plaats   | Datum             | Competitie                  | Wedstrijd          | Uitslag |
| -- | -------- | ----------------- | --------------------------- | ------------------ | ------- |
| 1  | Vilnius  | 10 oktober 1998   | EK 2000 kwalificatie        | Litouwen – Faeröer | 0 – 0   |
| 2  | Tórshavn | 8 september 1999  | EK 2000 kwalificatie        | Faeröer – Litouwen | 0 – 1   |
| 3  | Kaunas   | 12 oktober 2002   | EK 2004 kwalificatie        | Litouwen – Faeröer | 2 – 0   |
| 4  | Toftir   | 10 september 2003 | EK 2004 kwalificatie        | Faeröer – Litouwen | 1 – 3   |
| 5  | Tórshavn | 7 oktober 2006    | EK 2008 kwalificatie        | Faeröer – Litouwen | 0 – 1   |
| 6  | Kaunas   | 12 september 2007 | EK 2008 kwalificatie        | Litouwen – Faeröer | 2 – 1   |
| 7  | Kaunas   | 15 oktober 2008   | WK 2010 kwalificatie        | Litouwen – Faeröer | 1 – 0   |
| 8  | Toftir   | 9 september 2009  | WK 2010 kwalificatie        | Faeröer – Litouwen | 2 – 1   |
| 9  | Vilnius  | 11 november 2020  | Vriendschappelijk           | Litouwen – Faeröer | 2 – 1   |
| 10 | Tórshavn | 11 juni 2022      | UEFA Nations League 2022/23 | Faeröer – Litouwen | 2 – 1   |
| 11 | Vilnius  | 22 september 2022 | UEFA Nations League 2022/23 | Litouwen − Faeröer | 1 − 1   |

## Samenvatting
| Competitie          | Totaal gespeeld | Winst Faeröer | Gelijk | Winst Litouwen | Doelsaldo Faeröer – Litouwen |
| ------------------- | --------------- | ------------- | ------ | -------------- | ---------------------------- |
| WK-kwalificatie     | 2               | 1             | 0      | 1              | 2 − 2                        |
| EK-kwalificatie     | 6               | 0             | 1      | 5              | 2 − 9                        |
| UEFA Nations League | 2               | 1             | 1      | 0              | 3 − 2                        |
| Vriendschappelijk   | 1               | 0             | 0      | 1              | 1 − 2                        |
| Totaal              | 11              | 2             | 2      | 7              | 8 − 15                       |

Wedstrijden bepaald door strafschoppen worden, in lijn met de FIFA, als een gelijkspel gerekend.

## Details

### Zevende ontmoeting
| WK 2010 kwalificatie (Kaunas, Litouwen, 15 oktober 2008): |       |         |
| Litouwen                                                  | 1 – 0 | Faeröer |
| Tomas Danilevičius 20'                                    | goal  |         |

FSF · A-internationals · Statistieken · Bondscoaches · Faeröers vrouwenelftal · Faeröer U21 · Faeröer U20 · Faeröer U19 · Faeröer U18 · Faeröer U17 · Faeröer U16
1980 – 1989 ·
1990 – 1999 ·
2000 – 2009 ·
2010 – 2019 ·
2020 – 2029
1988 · 
1989 · 
1990 ·
1991 · 
1992 · 
1993 · 
1994 · 
1995 · 
1996 · 
1997 · 
1998 · 
1999 · 
2000 · 
2001 · 
2002 · 
2003 · 
2004 · 
2005 · 
2006 · 
2007 · 
2008 · 
2009 · 
2010 · 
2011 · 
2012 · 
2013 · 
2014 · 
2015 · 
2016 ·
2017 ·
2018 ·
2019 ·
2020 ·
2021 ·
2022 ·
2023 ·
2024
Albanië ·
Andorra ·
Armenië ·
Azerbeidzjan ·
België ·
Bosnië en Herzegovina ·
Canada ·
Cyprus ·
Denemarken ·
Duitsland ·
Estland ·
Finland ·
Frankrijk ·
Georgië ·
Gibraltar ·
Griekenland ·
Hongarije ·
Ierland ·
IJsland ·
Israël ·
Italië ·
Joegoslavië ·
Kazachstan ·
Kosovo ·
Letland · 
Liechtenstein ·
Litouwen ·
Luxemburg ·
Malta ·
Moldavië ·
Nederland ·
Noord-Ierland ·
Noord-Macedonië ·
Noorwegen ·
Oekraïne ·
Oostenrijk ·
Polen ·
Portugal ·
Roemenië ·
Rusland ·
San Marino ·
Schotland ·
Servië ·
Servië en Montenegro · 
Slovenië ·
Slowakije ·
Spanje ·
Thailand ·
Tsjechië ·
Tsjecho-Slowakije ·
Turkije ·
Wales ·
Zweden ·
Zwitserland
LFF · A-internationals · Bondscoaches · Statistieken · Litouws vrouwenelftal · Olympisch elftal · Litouwen U21 · Litouwen U20 · Litouwen U19 · Litouwen U18 · Litouwen U17 · Litouwen U16
1923 – 1929 ·
1930 – 1939 ·
1940 – 1949 ·
1950 – 1989 · 
1990 – 1999 ·
2000 – 2009 ·
2010 – 2019 ·
2020 − 2029
1923 · 
1924 · 
1925 · 
1926 · 
1927 · 
1928 · 
1929 · 
1930 · 
1931 · 
1932 · 
1933 · 
1934 · 
1935 · 
1936 · 
1937 · 
1938 · 
1939 · 
1940 · 
1941–1944 · 
1945 · 
1946 · 
1947 · 
1948 · 
1949 · 
1950–1955 · 
1956 · 
1957–1978 · 
1979 · 
1980–1989 · 
1990 · 
1991 · 
1992 · 
1993 · 
1994 · 
1995 · 
1996 · 
1997 · 
1998 · 
1999 · 
2000 · 
2001 · 
2002 · 
2003 · 
2004 · 
2005 · 
2006 · 
2007 · 
2008 · 
2009 · 
2010 · 
2011 · 
2012 · 
2013 · 
2014 · 
2015 · 
2016 · 
2017 ·
2018 ·
2019 ·
2020 ·
2021
Albanië ·
Andorra ·
Argentinië ·
Armenië ·
Azerbeidzjan ·
België ·
Bosnië en Herzegovina ·
Brazilië ·
Bulgarije ·
Chili ·
Cyprus ·
Denemarken ·
Duitsland ·
Egypte ·
Engeland ·
Estland ·
Faeröer ·
Finland ·
Frankrijk ·
Georgië ·
Gibraltar ·
Griekenland ·
Hongarije ·
Ierland ·
IJsland ·
Indonesië ·
Iran ·
Israël ·
Italië ·
Joegoslavië ·
Jordanië ·
Kazachstan ·
Koeweit ·
Kosovo ·
Kroatië ·
Letland ·
Liechtenstein ·
Luxemburg ·
Mali ·
Malta ·
Moldavië ·
Montenegro ·
Nieuw-Zeeland ·
Noord-Ierland ·
Noord-Macedonië ·
Noorwegen ·
Oekraïne ·
Oostenrijk ·
Polen ·
Portugal ·
Roemenië ·
Rusland ·
San Marino ·
Saoedi-Arabië ·
Schotland ·
Servië ·
Servië en Montenegro ·
Slovenië ·
Slowakije ·
Spanje ·
Tsjechië ·
Turkije ·
Turkmenistan ·
Verenigde Arabische Emiraten ·
Wit-Rusland ·
Zweden ·
Zwitserland